# Comunidad Ahmadía
La Comunidad Ahmadía del islam fue fundada por Mirza Ghulam Ahmad (1835-1908, en Qadian) el 23 de marzo de 1889 en la India. Sus elementos doctrinales incluyen polémicas declaraciones de su fundador, como que él era el Mesías profetizado por las religiones monoteístas (el Emanuel judío, la segunda venida de Cristo y el Mahdi islámico) así como su declaración de que Jesús no murió en la cruz ni fue resucitado, sino que sobrevivió y siguió predicando en busca de las tribus perdidas de Israel hasta llegar a la India, donde predicó entre los budistas. Afirman que su tumba se encuentra en Cachemira.
Los áhmadis forman un movimiento reformador dentro del islam, reflexionando sobre la esencia de esta religión. Los ahmadíes se separan claramente de los grupos militantes y fundamentalistas, destacando los elementos pacíficos y tolerantes del credo islámico. No obstante, la gran mayoría de los musulmanes consideran que el movimiento ahmadí es "apóstata" y "hereje" y que no forma parte del islam. La Liga Mundial Islámica declaró en su conferencia anual de 1974 que los áhmadies no eran musulmanes. 
Esta rama del islam se fraccionó en 1914 en la Ahmadiyya Muslim Jamaat (AMJ) y la Lahore Ahmadiyya Moviment (Ahmadiyya Anjuman Ishaat-i-Islam Lahore, AAIIL). Esta última facción Lahore Ahmadiyya Moviment ha quedado disminuida considerablemente al no tener éxito, el 80% de los miembros de esa corriente cambiaron de bando al (AMJ), que actualmente tiene unos 180 millones de afiliados repartidos en más de 206 países.
El jefe supremo (Jalifa del Mesías) de la Comunidad Internacional Ahmadía del Islam es Su Santidad, Mirza Masrur Ahmad desde el 22 de abril de 2003.

## Creencias
Ahmad afirmó ser "el Reformador" esperado de los últimos días, "el Esperado" por todas las comunidades religiosas del mundo, "el Mahdi" y "el Mesías". El movimiento que inició es un compendio del mensaje conciliador del islam: paz, hermandad universal y sumisión a la voluntad de Alá, en su pureza original. Ahmad apuntó a que él era el Mesías prometido y señaló los errores de la mayoría de los musulmanes y de como se habían alejado de las verdaderas enseñanzas del islam, por lo que la mayoría de los musulmanes consideran a los ahmadíes como herejes y no musulmanes.
Otra posición que los hace controvertidos es que Ahmad y sus seguidores creen que Jesús no murió en la cruz ni resucitó sino que siguió con su misión de predicar, buscando a las tribus perdidas de Israel tal como indicaban las profecías del Antiguo Testamento. La última de estas tribus se encontraría en la región de Cachemira, entre la India y Pakistán, en donde aseguró que muchos monjes budistas eran judíos (todo esto publicado en su libro "Jesús en la India"). Ahmad adujo haberse basado en investigaciones de los Evangelios, el Corán y textos budistas para sus declaraciones y que la tumba de Jesús (quien según él murió a la edad de 120 años) se encuentra en Cachemira.
También es parte de la doctrina ahmadí que las tribus de Gog y Magog mencionadas en el Apocalipsis son los modernos cristianos y los modernos musulmanes fundamentalistas.

## El Califato Ahmadía
El Jalifa del Mesías (sucesor del Mesías Prometido) es el jefe supremo de la Comunidad Ahmadía del Islam. Es elegido por el colegio electoral establecido para este propósito. Sin embargo, los musulmanes áhmadis creen firmemente que es Alá quien elige al califa, como hizo con el Califato Rashidun; pues cada vez que tiene lugar la elección de un califa, el corazón y la mente de los electores se inclinan hacia la misma persona. Esta creencia aumenta aún más el sentido de paz y seguridad que el califa otorga a la comunidad. Cuando se elige a un califa, todos los hombres, mujeres y niños de la comunidad deben mostrarle una completa obediencia y reafirmar el Bai’at con él.[cita requerida]
El califa es el líder y padre espiritual para cada áhmadi y una guía para la comunidad. En momentos de dificultad o enfermedad, los áhmadis escriben a menudo al califa para que implore por ellos.

## Persecución en Pakistán y otros países musulmanes
Hoy en día la comunidad ahmadía está perseguida tanto en Pakistán (por parte del gobierno y parte de la población) como en el resto de los países musulmanes. Donde carecen de libertad de culto. El motivo de la persecución es la afirmación que hacen sobre la muerte de Jesús en Cachemira y en su creencia en que Hazrat Mirza Ghulam Ahmad es el mesías prometido y el mahdi esperado.
Algunos países como Pakistán, en el formulario de obtención del carnet de identidad y/o pasaporte contiene un casillero en donde se refleja la religión a la que pertenece el ciudadano. Si el ciudadano quiere ser reconocido como musulmán debe aceptar y firmar como impostor y falso mesías al fundador de la Comunidad Ahmadía, Mirza Ghulam Ahmad. El objetivo de esta práctica es tener controlados a los áhmadis, privándoles derechos fundamentales como la participación política, construcción de mezquitas, etc. También de esta forma quedan privados de poder ir a La Meca para la peregrinación.

## Comunidad Ahmadía del Islam en Europa
La primera misión islámica ahmadía en Europa fue establecida en 1913 en Woking (cerca de Londres). En 1922 la fracción AAIIL construyó la primera mezquita de Alemania, concretamente en Berlín. La fracción AMJ construyó la primera mezquita después de la Segunda Guerra Mundial en Hamburgo en 1957. La sede de la AMJ fue trasladada de Rabwah a Londres por represiones a la religión en Pakistán. El Califa IV del Mesías, Su Santidad, Mirza Tahir Ahmad, residió en la mezquita Al-Fazl. En 2003 fue inaugurada Baitul Futuh, la mayor mezquita de Europa Occidental, en la que pueden albergar en la sala central unas 4500 personas, mientras que en el edificio total pueden llegar a 10 000 personas.
España

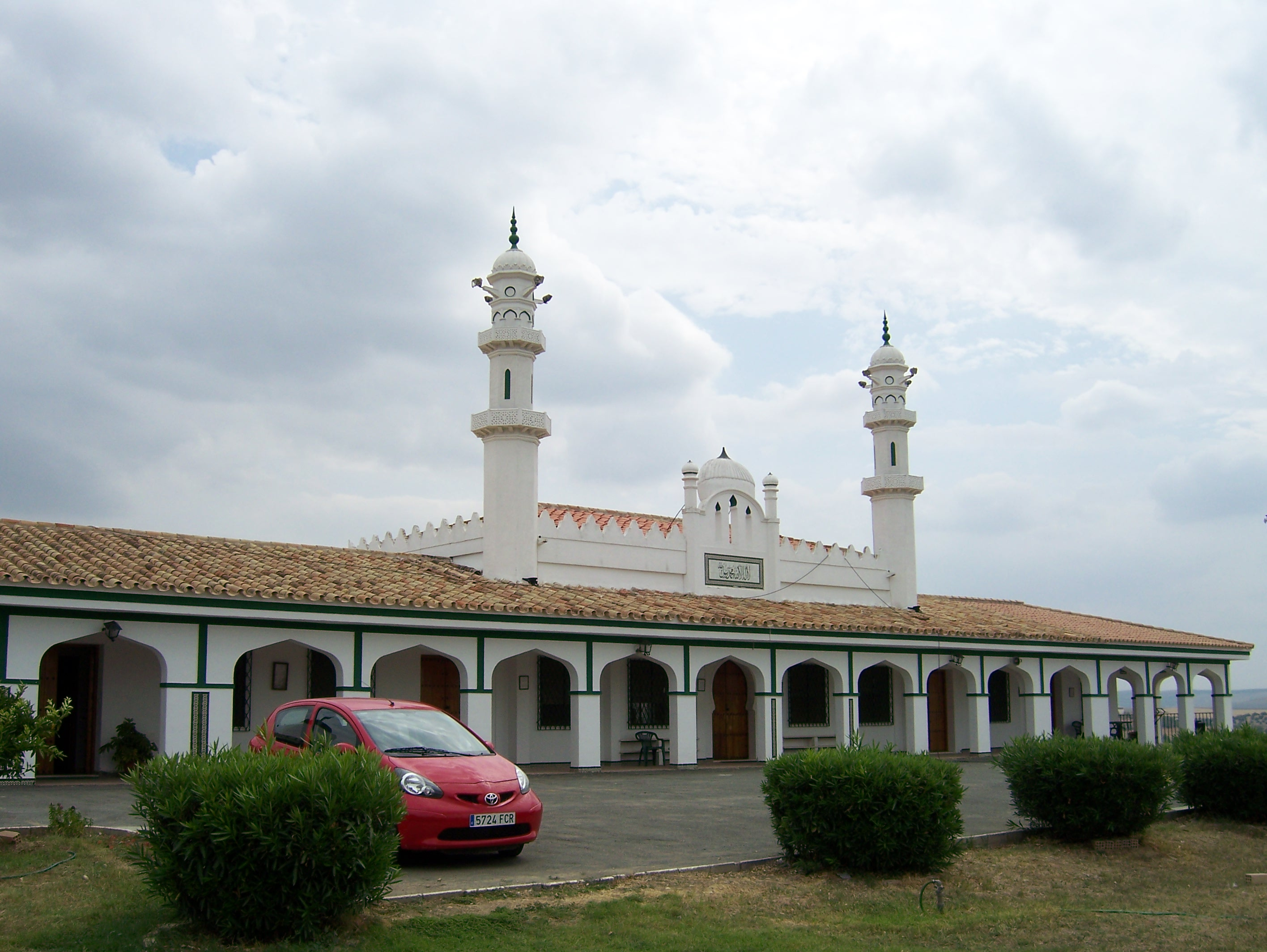
Mezquita Basharat en Pedro Abad. Fue la primera mezquita construida en España desde los tiempos de Al-Ándalus.

El primer misionero musulmán áhmadi que llegó a España desde Pakistán, se llamaba Karam Ilahi Zafar y llegó el 24 de junio de 1946. La Mezquita Basharat cuya primera piedra se puso en 1980 e inaugurada en 1982 en Pedro Abad (provincia de Córdoba) es la primera mezquita construida en la península después de la Reconquista. La segunda mezquita se encuentra en la Pobla de Vallbona (Valencia) y fue inaugurada por el Califa V del Mesías, Su Santidad, Mirza Masrur Ahmad en marzo de 2013. Hacia 2025 la comunidad en España ascendería a 700 miembros.